# Comité Nacional Mixto de Protección al Salario
El Comité Nacional Mixto de Protección al Salario (conocido también por su abreviatura CONAMPROS) es un organismo mexicano cuya función es promover la productividad laboral entre las organizaciones sindicales y patronales existentes en México. De esta forma trata de contribuir al incremento de la productividad nacional como medio para la creación de empleos más remunerados y de mayor eficiencia. Forma parte de la estructura Secretaría del Trabajo y Previsión Social.

## Funciones
- Promover entre los trabajadores actividades concernientes a la protección del salario
- Fomentar la colaboración entre los sindicatos y las autoridades de trabajo para la vigilancia del salario
- Promover la formación y la capacitación de los líderes sindicales
- Promover la investigación en instituciones educativas en materia laboral
- Promover y fomentar actividades culturales, sociales y recreativas
- Participar en campañas de comunicación de promoción de temas laborales, entre otros lugares. 